# Гарегін Нжде Храпарак (станція метро)
Гарегі́н Нжде храпара́к (вірм. Գարեգին Նժդեհի Հրապարակ) («Площа Гарегіна Нжде»), до 1992 «Площа Спандаряна»  — станція Єреванського метрополітену, відкрита 4 січня 1987 року Станція є кінцевою та є основним відгалуженням зі станції «Шенгавіт», з якої також здійснюється вилочний рух також до станції «Чарбах».
Вестибюлі — виходи в місто до вулиць Гарегіна Нжде, Таманцінері і Чехова, до площі Гарегіна Нжде.
Конструкція станції — пілонна трисклепінна, похилий хід має тристрічковий ескалатор.
Колійний розвиток — 5 стрілочних переводів, перехресний з'їзд, 2 станційні колії для обігу і відстою рухомого складу та 1 колія для відстою рухомого складу.
Оздоблення — міжпілонні проходи на платформи виконані у формі арок з білого мармуру. Самі пілони оздоблені гранітом темно-коричневого кольору.